# Liste des cours d'eau d'Estonie
Cet article présente la liste des cours d'eau d'Estonie.
- Haut – A
- B
- C
- D
- E
- F
- G
- H
- I
- J
- K
- L
- M
- N
- O
- P
- Q
- R
- S
- T
- U
- V
- W
- X
- Y
- Z

## Cours d'eau les plus longs
| #   | Nom       | Longueur (km) | Bassin (km2) | Réf.    |
| --- | --------- | ------------- | ------------ | ------- |
| 1.  | Võhandu   | 162           | 1 420        | 8380347 |
| 2.  | Pärnu     | 144           | 6 920        | 1123500 |
| 3.  | Põltsamaa | 135           | 1 310        | 1030000 |
| 4.  | Pedja     | 122           | 2 710        | 8380324 |
| 5.  | Keila     | 116           | 682          | 8985013 |
| 6.  | Kasari    | 112           | 3 210        | 8380509 |
| 7.  | Piusa     | 109           | 796          | 8380135 |
| 8.  | Pirita    | 105           | 799          | 8380074 |
| 9.  | Ahja      | 104           | 1 073        | 8380413 |
| 10. | Emajõgi   | 101           | 9 740        | 8380161 |
| 11. | Navesti   | 100           | 3 000        | 8380116 |
| 12. | Jägala    | 97            | 1570         | 8380306 |
| 13. | Vigala    | 95            | 1520         | 8380095 |
| 14  | Halliste  | 86            | 1 900        | 8380217 |
| 15  | Õhne      | 86            | 573          | 8380416 |
| 16  | Valgejõgi | 85            | 453          | 8380241 |
| 17  | Mustjõgi  | 84            | 1 820        | 8380241 |

| #  | Nom           | Longueur (km) | Bassin (km2) | Réf.    |
| -- | ------------- | ------------- | ------------ | ------- |
| 18 | Väike Emajõgi | 82            | 1 380        | 8380390 |
| 19 | Sauga         | 77            | 570          | 8380392 |
| 20 | Narva         | 77            | 56 200       | 8380105 |
| 21 | Velise        | 75            | 852          | 8380152 |
| 22 | Soodla        | 73            | 236          | 8380138 |
| 23 | Reiu          | 73            | 917          | 8380082 |
| 24 | Elva          | 72            | 456          | 8380271 |
| 25 | Kunda         | 66            | 536          | 8380313 |
| 26 | Vääna         | 64            | 316          | 8380268 |
| 27 | Raudna        | 63            | 1123         | 8380268 |
| 28 | Ura           | 56            | 186          | 8380268 |
| 29 | Rannapungerja | 55            | 595          | 8380268 |
| 30 | Kullavere     | 53            | 627          | 8380268 |
| 31 | Avijõgi       | 52            | 391          | 8380268 |
| 32 | Vasalemma     | 50            | 396          | 8380268 |
| 33 | Kääpa         | 50            | 373          | 8380268 |
| 34 | Vändra        | 50            | 255          | 8380268 |

## A
Aavoja 
- Agali
- Ahja 
- Alajõgi 
- Allika 
- Altja 
- Ambla 
- Amme 
- Angerja 
- Antsla 
- Apna
- Ärma 
- Aruküla 
- Atla 
- Audru
- Avaste
- Avijõgi

## E
Emajõgi 
- Elbu 
- Elva 
- Enge 
- Erra 
- Esna

## G
Gorodenka
- Gauja

## H
Häädemeeste
- Haavakivi
- Halliste 
- Härjapea 
- Harku
- Helme
- Hilba
- Humalaste
- Hundikuristiku
- Hüüru

## J
Jaama
- Jägala 
- Jänijõgi
- Järveotsa
- Jõelähtme 
- Jõku
- Jurga 
- Juudaoja

## K
Kääpa 
- Kaave
- Kalita
- Kalli 
- Kargaja
-  Kärla 
- Käru
- Kasari 
- Kata
- Katku
- Kavilda
- Keila 
- Kloostri
- Kodila
- Kohtra 
- Kolga
- Kõpu
- Koosa
- Kroodi
- Kuivajõgi
- Kuke
- Külge
- Kulgu
- Kullavere 
- Kunda 
- Kurina
- Kurna
- Kuura

## L
Laatre
- Laeva
- Lahavere
- Lähkma
- Leevi
- Leisi
- Lemmejõgi 
- Lemmjõgi 
- Liivi 
- Lintsi 
- Lodja
- Loo
- Loobu 
- Lõve
- Luguse 
- Luutsna

## M
Maadevahe
- Mädajõgi
- Mädara
- Mähe
- Maidla
- Massu
- Mõra
- Munalaskme 
- Mustajõgi 
- Mustjõgi 
- Mustjõgi 
- Mustjõgi  
- Mustjõgi 
- Mustjõgi  
- Mustoja 
- Mustvee
- Muuga

## N
- Naravere
- Narva 
- Nasva 
- Nõva
- Nurtu 
- Navesti
- Nuutri

## O
Õhne 
- Onga
- Orajõgi

## P
Paadrema 
- Paala
- Pääsküla
- Pada 
- Pala
- Pale
- Paltra
- Pärlijõgi
- Pärnu
- Pede 
- Pedeli
- Pedja 
- Peeda
- Peetri
- Penijõgi 
- Piigaste
- Piilsi
- Pikknurme
- Pirita 
- Piusa 
- Põduste 
- Põltsamaa 
- Porijõgi
- Poruni 
- Prandi
- Preedi
- Pühajõgi
- Pühajõgi 
- Punapea
- Purtse

## R
Raasiku
- Rannametsa
- Rannamõisa 
- Rannapungerja 
- Räpu 
- Raudna 
- Reiu
- Reopalu
- Retla
- Riguldi

## S
Saarjõgi
- Saki
- Saku
- Salajõgi 
- Salla
- Salme
- Sämi
- Sauga 
- Selja 
- Sigaste
- Sillaorsa
- Sitapätsi
- Sõmeru
- Soodla 
- Sõtke
- Struuga 
- Surju
- Surjupera
- Suuremõisa 

## T
Taebla 
- Tagajõgi 
- Tänassilma
- Tarvastu
- Tatra
- Teenuse
- Timmkanal 
- Tirtsi
- Tiskre 
- Tõdva
- Tõlla
- Toolse
- Topi
- Tori
- Tõrvajõgi
- Tõrvanõmme
- Tõstamaa
- Treppoja 
- Tuhala
- Tuudi

## U
Ulila
- Umbusi 
- Ura
- Uueveski

## V
Vääna 
- Vaemla 
- Vaidava
- Väike Emajõgi 
- Vainupea
- Valgejõgi 
- Valuoja
- Vändra
- Vara
- Vardi
- Vardja
- Varsaallika
- Värska 
- Vasalemma 
- Vaskjõgi
- Veelikse
- Velise 
- Vigala 
- Vihterpalu 
- Visela
- Visula
- Vodja
- Võhandu 
- Võhkse
- Võhu
- Võlupe
- Vorsti
- Võsu

## Biographie
- (et) Ivar Arold, Eesti maastikud, Tartu, Presses de l'Université de Tartu, 2005 (ISBN 9949-11-028-9), p. 52